# Place Aimé Dandoy
La place Aimé Dandoy est une place et un rond-point bruxellois de la commune d'Etterbeek. Elle est créée en 1949 à l'intersection des avenues Le Marinel, des Champs, Camille Joset et Alexandre Galopin, sur la rue du Rinsdelle désaffectée.
La place a été nommée en l'honneur d'Aimé Léon Georges Ghislain Dandoy, né à Jumet le 2 novembre 1908. Aimé Dandoy a fondé le Mouvement national belge (MNB), le 17 décembre 1940. Ce résistant est mort en captivité à Bergen-Belsen en 1945,.